# Терпишка
Терпишка (рос. Терпишка) — присілок в Вачському районі Нижньогородської області Російської Федерації.
Населення становить 12 осіб. Входить до складу муніципального утворення Казаковська сільрада.

## Історія
Від 2009 року входить до складу муніципального утворення Казаковська сільрада.

## Населення
| 1859 | 1905 | 1926 | 1999 | 2002 | 2010 |
| ---- | ---- | ---- | ---- | ---- | ---- |
| 121  | ↗144 | ↗226 | ↘13  | ↗22  | ↘12  |